# ریوتارو شیبانوکی
ریوتارو شیبانوکی (انگلیسی: Ryutaro Shibanoki؛ زادهٔ ۲۹ اکتبر ۱۹۹۸) بازیکن فوتبال اهل ژاپن است.